# 格萊奈爾 (密蘇里州)
格萊奈爾（英語：Glenaire）是位於美國密蘇里州克萊縣的城市。

## 人口
根據2020年美國人口普查的數據，格萊奈爾的面積為0.70平方千米，皆為陸地。當地共有人口539人，而人口密度為每平方千米770人。